# NGC 5949
NGC 5949 est une petite galaxie spirale relativement rapprochée et située dans la constellation du Dragon. Sa vitesse par rapport au fond diffus cosmologique est de 458 ± 2 km/s, ce qui correspond à une distance de Hubble de 6,75 ± 0,47 Mpc (∼22 millions d'al). NGC 5949 a été découverte par l'astronome germano-britannique William Herschel en 1801.

NGC 5949 par le télescope spatial Hubble.

La classe de luminosité de NGC 5949 est II-III et elle présente une large raie HI. De plus, c'est une galaxie du champ, c'est-à-dire qu'elle n'appartient pas à un amas ou un groupe et qu'elle est donc gravitationnellement isolée. 
On constate que cette galaxie n'a pas de noyau central, caractéristique confirmée par l'image du télescope spatial Hubble. Selon le site de Hubble, NGC 5949 est une galaxie naine, ce qui est inexacte son diamètre faisant plus de 30 années-lumière.
NGC 5949 est l'une des galaxies naines qui posent plusieurs dilemmes aux cosmologues. Par exemple, la répartition de la matière noire dans les galaxies naines est assez déroutante, c'est ce que l'on nomme le problème de concentration du halo. De plus, les modèles de simulation de l'Univers prédisent qu'il devrait y avoir beaucoup plus de galaxies naines que nous n'en voyons autour de nous.  

## Distance de NGC 5949
La vitesse radiale de 430 km/s de NGC 5949 est trop faible et on ne peut utiliser la loi de Hubble-Lemaître pour calculer sa distance à partir du décalage vers le rouge.Heureusement, deux douzaines de mesures non basées sur le décalage vers le rouge (redshift) ont été réalisées à ce jour. La distance obtenue est de 13,590 ± 2,684 Mpc (∼44,3 millions d'al).